# 科普里夫什蒂察

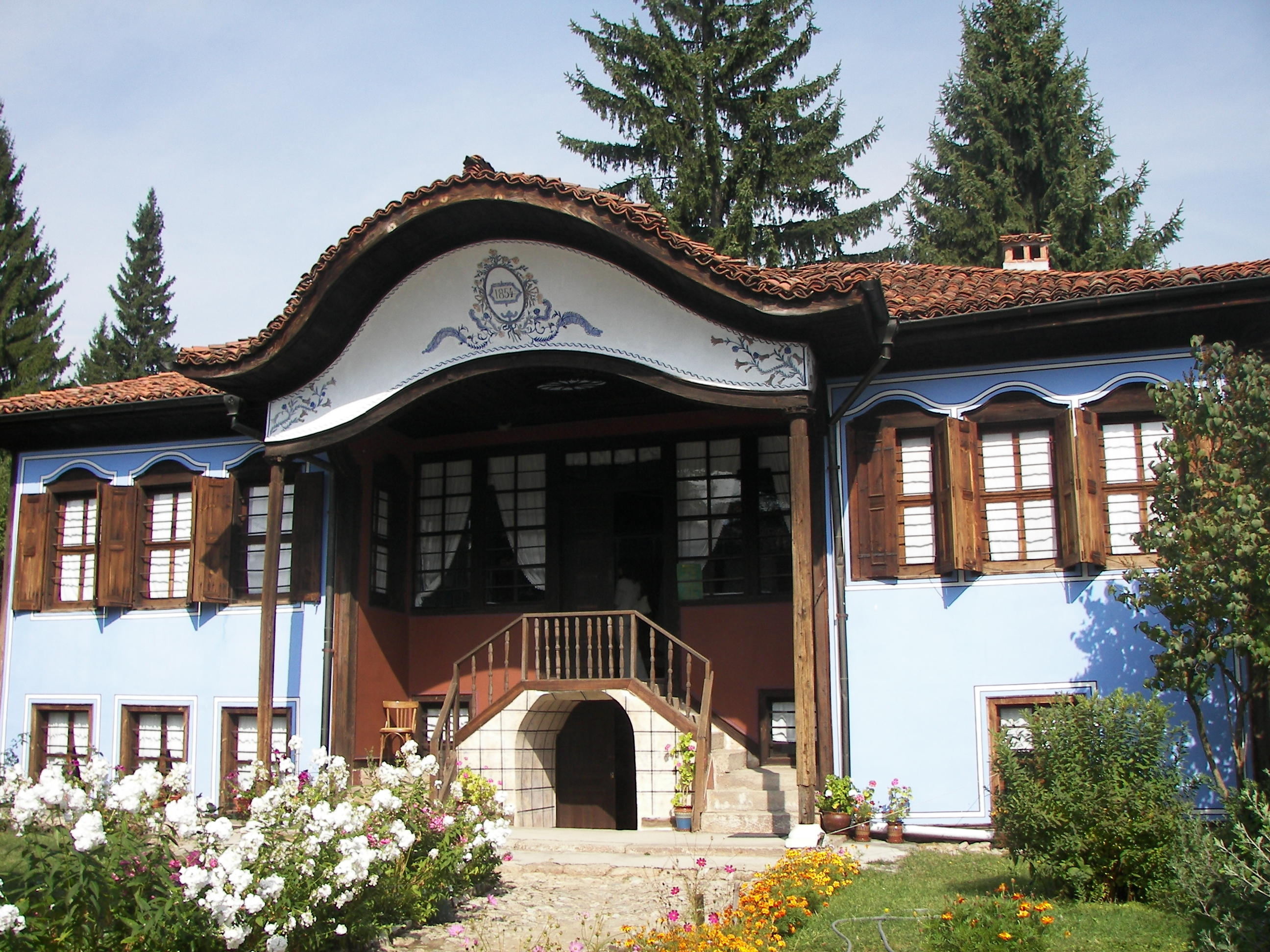

科普里夫什蒂察是保加利亞中部索菲亞州科普里夫什蒂察市鎮的城鎮及行政中心，距離首都索菲亞110公里，面積139.16平方公里，海拔高度1,030米，2007年人口2,502。

## 外部連結
- Website of Koprivshtitsa
- Pictures of Koprivshtitsa （页面存档备份，存于）
- Koprivshtitsa Folklore Festival, 2010 information

42°38′N 24°21′E / 42.633°N 24.350°E